# مارتن رينولدز
مارتن رينولدز (بالإنجليزية: Martin Reynolds)‏ هو سياسي أمريكي، ولد في 8 فبراير 1950. انتخب عضو جمعية ولاية ويسكونسن.